# Tīkān Lūjeh
Tīkān Lūjeh (persiska: تِكانلوجِه, تیکان لوجه, Tekānlūjeh) är en ort i Iran.   Den ligger i provinsen Västazarbaijan, i den nordvästra delen av landet, 500 km väster om huvudstaden Teheran. Tīkān Lūjeh ligger 1 405 meter över havet och antalet invånare är 188.
Terrängen runt Tīkān Lūjeh är kuperad åt sydost, men åt nordväst är den platt. Runt Tīkān Lūjeh är det ganska tätbefolkat, med 60 invånare per kvadratkilometer. Närmaste större samhälle är Mahabad, 10,0 km sydväst om Tīkān Lūjeh. Trakten runt Tīkān Lūjeh består i huvudsak av gräsmarker.